# Nathan Sinkala
Nathan Sinkala (* 22. November 1990 in Chingola) ist ein sambischer Fußballspieler. Der Mittelfeldakteur spielt in Südafrika für Stellenbosch FC und gehört zum Kader der sambischen Nationalmannschaft. Sein Vater Moffat Sinkala und sein Bruder Andrew Sinkala waren ebenfalls sambische Nationalspieler.

## Karriere

### Verein
Sinkala spielte bis 2007 bei Lusaka Celtic und gehört seit 2008 dem Armeeklub Green Buffaloes an, für den er in der Zambian Premier League, der höchsten Spielklasse des Landes, aktiv ist. Im November 2008 nahm er mit seinem Landsmann Chisamba Lungu als Teil eines Afrika-Teams an mehreren Testspielen in Russland teil, denen auch zahlreiche europäische Scouts beiwohnten. Anfang 2009 wechselte Sinkala für ein halbes Jahr auf Leihbasis zum israelischen Klub Hapoel Ironi Kirjat Schmona, kam dort aber über Einsätze im Jugend- und Reserveteam nicht hinaus und kehrte zu den Green Buffaloes zurück. 2010 gewann er mit dem Klub den Charity Shield. Nach dem Gewinn des Afrika Cups 2012 unterzeichnete er beim kongolesischen Spitzenklub TP Mazembe einen Drei-Jahres-Vertrag, er trifft dort auf ein großes Kontingent von sambischen Spielern, darunter mit Given Singuluma, Stophira Sunzu, Rainford Kalaba, Hichani Himoonde, Kalililo Kakonje und Emmanuel Mbola auch zahlreiche Nationalspieler. In seiner Zeit bei Mazembe gewann Sinkala zweimal die kongolesische Meisterschaft und stand mit dem Team 2013 im Finale des CAF Confederation Cups.
Im Januar 2014 wechselte Sinkala für ein halbes Jahr auf Leihbasis zum abstiegsgefährdeten französischen Erstligisten FC Sochaux. Dortiger Trainer ist der vormalige sambische Nationaltrainer Hervé Renard, zu seinen Mitspielern zählen seine Nationalmannschaftskollegen Stophira Sunzu und Emmanuel Mayuka.
Nach der Zeit in Frankreich, wurde Sinkala erneut nach Europa ausgeliehen, dieses Mal in die Schweiz zum Grasshopper Club Zürich, wo er ebenfalls ein halbes Jahr blieb.

### Nationalmannschaft
2007 und 2008 nahm er mit der sambischen U-20-Nationalmannschaft am COSAFA U-20 Challenge Cup teil, beide Male kam das Team aber nicht über die Gruppenphase hinaus. In der Qualifikation zur U-20-Afrikameisterschaft 2009 scheiterte er mit dem sambischen Team in der letzten Qualifikationsrunde mit 3:4 am ägyptischen Nachwuchs, dafür folgte im Dezember 2008 der Gewinn der Bronzemedaille beim SADC Zone Six U-20-Turnier. Im sambischen U-23-Team spielte er erstmals im Januar 2011 im Rahmen der Qualifikation für die Panafrikanischen Spiele gegen Simbabwe, Sambia scheiterte allerdings am südlichen Nachbarn. In der Folge wirkte er auch in der Qualifikation für die Olympischen Sommerspiele mit.
Nationaltrainer Hervé Renard berief Sinkala im November 2011 für den CECAFA Cup 2011 erstmals in das Aufgebot der sambischen A-Nationalelf, nach Intervention der CAF durfte das sambische Team dort allerdings nicht antreten. Stattdessen reiste er mit dem Nationalteam ins Trainingslager nach Indien, wo er in einem Freundschaftsspiel gegen die indische Nationalmannschaft sein Länderspieldebüt gab. Wenig später wurde er in das provisorische Aufgebot für die Afrikameisterschaft 2012 berufen, und nach der Verletzung von Thomas Nyirenda und der Nichtberücksichtigung von Justine Zulu, zwei Konkurrenten um eine Position im zentralen Mittelfeld, schaffte Sinkala den Sprung in den Turnierkader. Dort gehörte er im defensiven Mittelfeld zum Stammpersonal und kam beim erstmaligen Turniergewinn in allen sechs Turnierpartien zum Einsatz und gehörte zu den Entdeckungen des Turniers. Nach dem Erreichen des Halbfinals wurde Sinkala innerhalb der sambischen Armee vom Corporal zum Sergeant befördert. Bei der Afrikameisterschaft 2013 gehörte Sinkala in allen drei Partien zur Startelf, als Titelverteidiger scheiterte man aber nach drei Unentschieden, darunter gegen die späteren Finalisten Nigeria und Burkina Faso, bereits in der Gruppenphase.

## Erfolge
Mit dem Verein
- Kongolesischer Meister: 2012, 2013

Mit der Nationalmannschaft
- Afrikameister: 2012
- Teilnahme an einer Afrikameisterschaft: 2012, 2013, 2015